# Costante di Champernowne

I primi 161 quozienti parziali della frazione continua della costante decimale di Champernowne. Il 4º, 18º, 40º e 101º quoziente sono (molto) più grandi di 270 e quindi non compaiono nel grafico.

In matematica, la costante di Champernowne (o costante di Mahler) C10 è una costante reale trascendente, la cui espansione decimale possiede delle importanti proprietà. Prende il nome dal matematico David Gawen Champernowne, che nel 1933 pubblicò un articolo su di essa.
In base 10, il numero è definito concatenando i numeri naturali nel modo seguente:
{\displaystyle C_{10}:=0,12345678910111213141516\dots ,}
o, equivalentemente,
{\displaystyle C_{10}:=\sum _{n=1}^{\infty }\sum _{k=10^{n-1}}^{10^{n}-1}{\frac {k}{10^{kn-9\sum _{k=0}^{n-1}10^{k}(n-k)}}}=\sum _{n=0}^{\infty }{\frac {n}{10^{n+\sum _{i=1}^{n+1}\lfloor \log(i)\rfloor }}}}
Anche per ogni altra base si può costruire una costante in modo analogo, andando così a determinare altre costanti di Champernowne; ad esempio:
{\displaystyle C_{2}=0,11011100101110111\dots } (in base 2),
{\displaystyle C_{3}=0,12101112202122\dots } (in base 3).
Per una generica base b la costante si può esprimere come sommatoria nel modo seguente
{\displaystyle C_{b}=\sum _{n=1}^{\infty }{\frac {\sum _{k=b^{n-1}}^{b^{n}-1}kb^{-n\left[k-(b^{n-1}-1)\right]}}{b^{\sum _{k=0}^{n-1}k(b-1)b^{k-1}}}}=\sum _{n=0}^{\infty }{\frac {n}{b^{n+\sum _{i=1}^{n+1}\lfloor \log(i)\rfloor }}}.}

## Normalità e trascendenza
Nel suo articolo sulla costante, Champernowne ha dimostrato che C10 è un numero normale in base 10. In altre parole, le sue cifre in tale base seguono una distribuzione uniforme: tutte le cifre compaiono con frequenza asintotica 1/10, tutte le coppie di cifre compaiono con frequenza asintotica 1/102, tutte le terzine di cifre compaiono con frequenza  asintotica 1/10³ e così via.
In un articolo del 1937 Kurt Mahler ha dimostrato che la costante è trascendente e dunque, in particolare, irrazionale.

## Espansione della frazione continua

I primi 161 quozienti parziali della frazione continua della costante decimale di Champernowne rappresentati in scala logaritmica.

La rappresentazione come frazione continua della costante di Champernowne è stata studiata a fondo. Essendo la costante irrazionale, ne consegue che la sua frazione continua non finisce. Inoltre, dato che la costante è trascendente ed in particolare non è un numero quadratico irriducibile, la sua frazione continua è aperiodica.
I termini nell'espansione della frazione continua mostrano un comportamento bizzarro, in cui i termini grandi compaiono tra termini molto piccoli. Per esempio, in base 10,
{\displaystyle C_{10}} = [0; 8, 9, 1, 149083, 1, 1, 1, 4, 1, 1, 1, 3, 4, 1, 1, 1, 15,
4 57540 11139 10310 76483 64662 82429 56118 59960 39397 10457 55500 06620 04393 09026 26592 56314 93795 32077 47128 65631 38641 20937 55035 52094 60718 30899 84575 80146 98631 48833 59214 17830 10987,
6, 1, 1, 21, 1, 9, 1, 1, 2, 3, 1, 7, 2, 1, 83, 1, 156, 4, 58, 8, 54, ...].
Il grande numero alla posizione 19 (il 18º quoziente parziale) è composto da 166 cifre ed anche il termine della frazione continua che segue quelli elencati è estremamente grande, avendo 2504 cifre. Se continuassimo, otterremmo numerosi altri numeri molto grandi. La presenza di questi numeri inusualmente grandi rende difficoltoso il calcolo dei termini della frazione continua, ma ha come conseguenza che la costante di Champernowne può essere "ben approssimata" con numeri razionali, utilizzando la frazione continua troncata appena prima uno di questi termini molto grandi. Ad esempio, troncando appena prima del 4º quoziente parziale, otteniamo la frazione parziale 10/81, che approssima la costante di Champernowne con un errore di circa 1 × 10−9, mentre troncando appena prima del 18º quoziente parziale, otteniamo la frazione parziale
{\displaystyle {\frac {60499999499}{490050000000}},}
che approssima la costante di Champernowne con un errore di circa 9 × 10−190.